# Кевін Оллі
Кевін Джермейн Оллі (англ. Kevin Jermaine Ollie; нар. 27 грудня 1972) — американський професійний баскетбольний тренер і колишній гравець. Наразі виконує обов'язки головного тренера команди НБА «Бруклін Нетс».